# 吹上町永吉
吹上町永吉（ふきあげちょうながよし）は、鹿児島県日置市の大字。旧日置郡永吉村大字永吉、日置郡吹上町永吉。人口は1,099人、世帯数は541世帯（2020年10月1日現在）。郵便番号は899-3221。
「永吉」という地名は当地にあった南郷城を攻略した際に島津忠良と貴久が当地を永吉に改称したことに由来している

## 地理
日置市の南部、永吉川の下流域に位置している。字域の北方には日吉町吉利、南方には吹上町田尻、吹上町小野、東方には鹿児島市入佐町、平田町、吹上町与倉、西方には東シナ海が接している。
字域の中央部を鹿児島県道35号永吉入佐鹿児島線が東西に通っており、永吉小学校付近で鹿児島県道299号永吉吉利線が北方に向けて通っている。西部には国道270号が南北に通っており、以前は鹿児島交通枕崎線が並行して通っており、鹿児島交通枕崎線の永吉駅が所在していたが、1984年（昭和59年）に廃止され、現在は鹿児島県道加世田日吉自転車道線が線路跡を通っている。東部には鹿児島県道296号田之頭吹上線が東西に通っている。
集落は西部の海岸沿いの旧永吉郷の麓に多く所在しており、日置市立永吉小学校などの公共施設が所在している。東部は集落が散在しており、山間に永吉ダム（9万54m2）がある。
地内にある黒川神社の傍では縄文期から弥生期のものと思われる黒川洞窟遺跡があり、住居跡や埋葬跡、人骨、土器が出土している。これらの土器は独自の形式であった為黒川式と呼ばれた。

### 河川
- 永吉川

## 歴史
永吉という地名は江戸期より見え、薩摩国日置郡永吉郷のうちであった。村高は「天保郷帳」では3,475石余、「旧高旧領」では2,381石余であった。
1889年（明治22年）には江戸期の永吉村が単独で町村制施行の際に自治体となり、永吉村唯一の大字「永吉」となり、1955年（昭和30年）には永吉村が伊作村と新設合併し、吹上町の大字「永吉」となった。2005年（平成17年）に吹上町が日吉町、伊集院町、東市来町と合併し日置市となり、大字名は従来の大字名に旧自治体名を冠した名称となり「吹上町永吉」となった。

### 人口の変遷
| 統計年次〔年〕   | 世帯数〔世帯〕 | 総人口〔人〕 | 出典  |
| 1871（明治4年）  | 819            | 4,227        | [ 1 ] |
| 1920（大正9年）  | 949            | -            | [ 1 ] |
| 1921（大正10年） | 1,016          | 5,408        | [ 1 ] |
| 1950（昭和25年） | 1,073          | -            | [ 1 ] |

## 施設

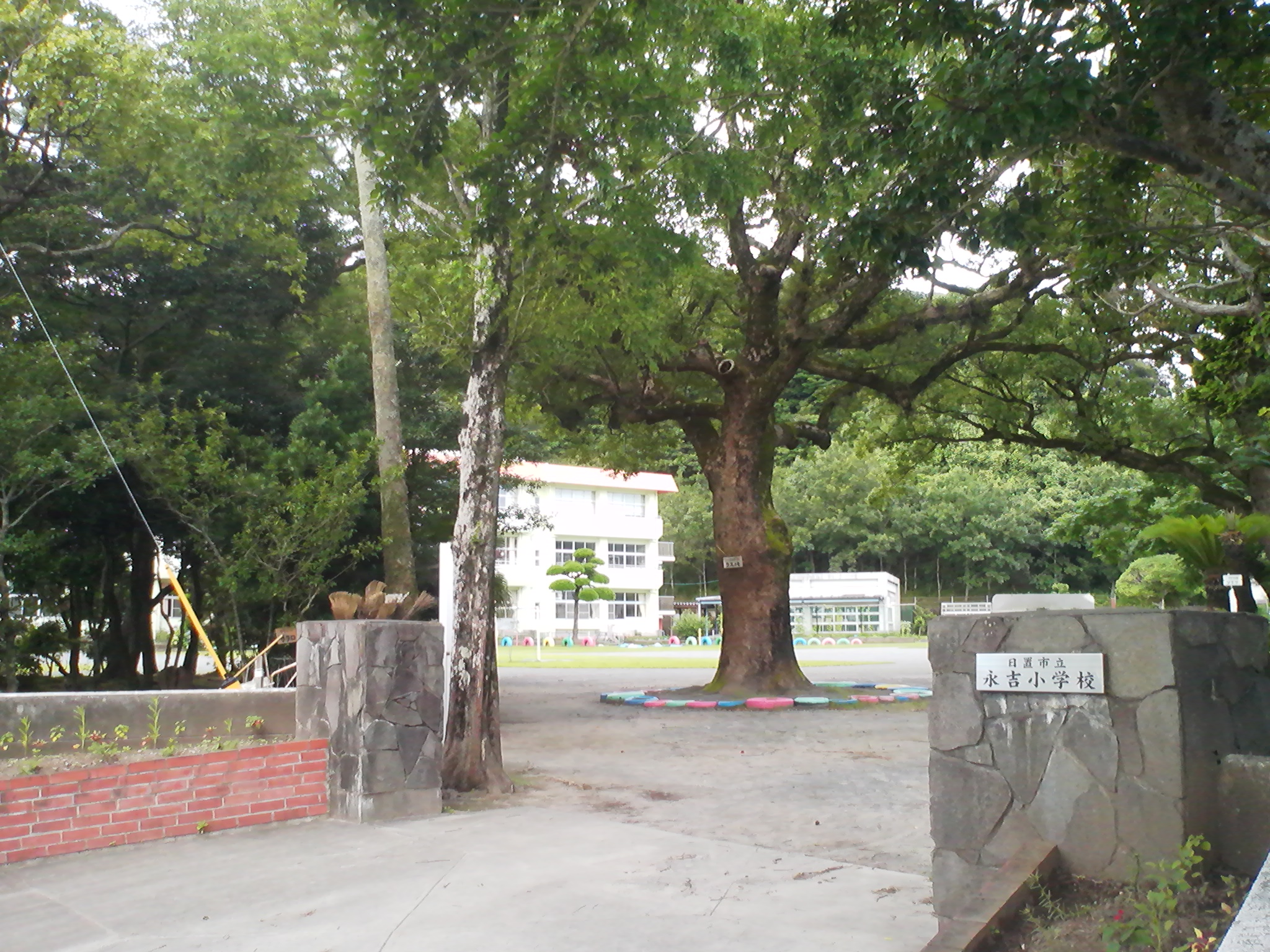
日置市立永吉小学校

公共
- 永吉ダム

教育
- 日置市立永吉小学校
- 永吉保育所

郵便局
- 吹上永吉郵便局

## 小・中学校の学区
市立小・中学校に通う場合、学区（校区）は以下の通りとなる
| 大字       | 番地 | 小学校             | 中学校             |
| ---------- | ---- | ------------------ | ------------------ |
| 吹上町永吉 | 全域 | 日置市立永吉小学校 | 日置市立吹上中学校 |

## 交通

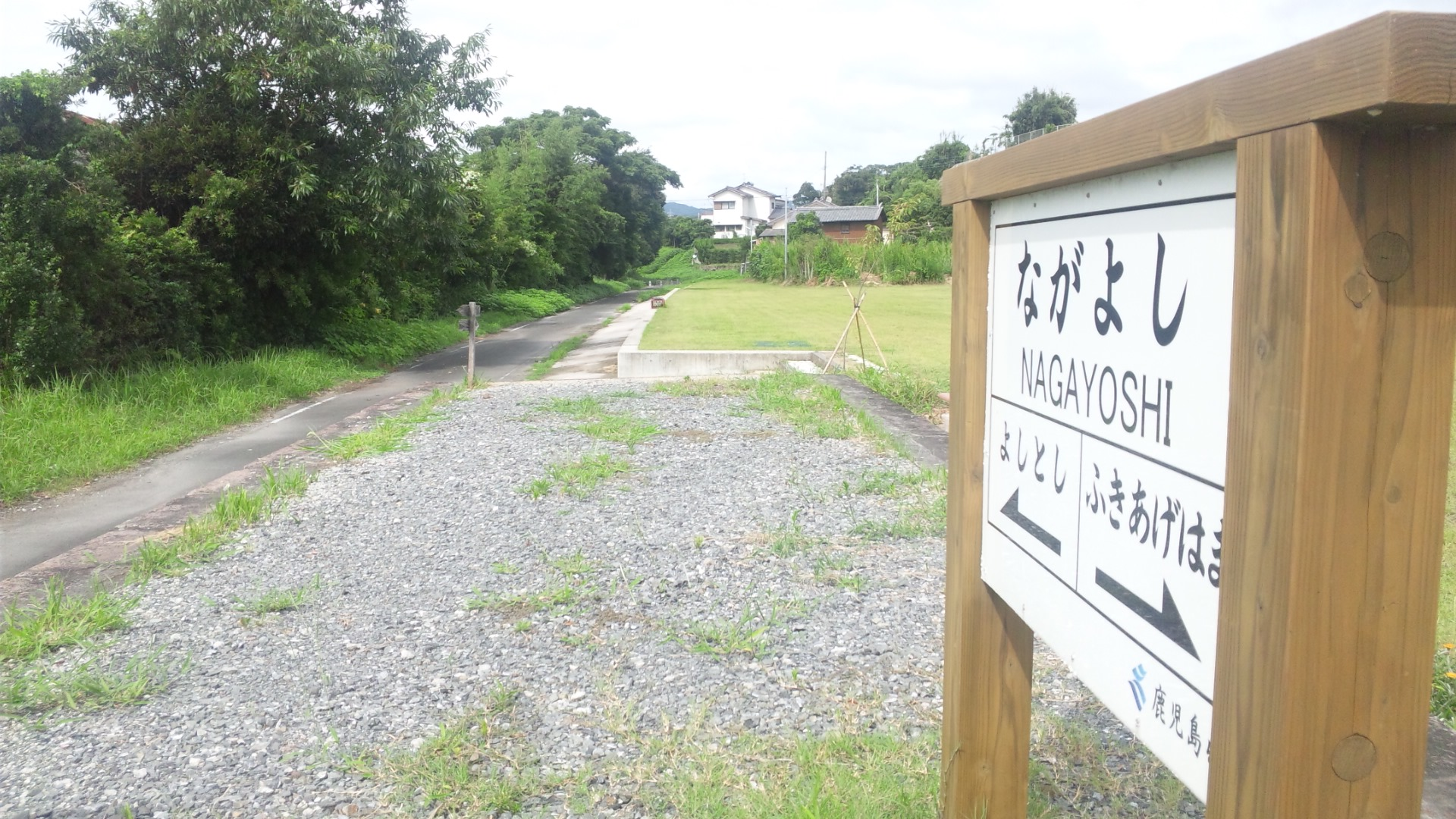
鹿児島交通枕崎線永吉駅跡（左側を通る道路は線路跡から鹿児島県道加世田日吉自転車道線に転用されたもの）

### 道路
国道
- 国道270号

県道
- 鹿児島県道37号伊集院日吉線
- 鹿児島県道296号田之頭吹上線
- 鹿児島県道299号永吉吉利線（2007年3月31日廃止）

自転車道
- 鹿児島県道加世田日吉自転車道線